# Tarzan Boy
«Tarzan Boy» es una canción y sencillo de 1985 del género italo disco grabado por el grupo musical italiano Baltimora. Fue publicada en abril de ese año, bajo el sello discográfico Columbia/EMI Records (Europa) y Manhattan Records (Estados Unidos) y compuesta por el dúo Maurizio Bassi y Naimy Hackett. Como lado B se incluyó una versión alternativa de DJ de la misma canción.
«Tarzan Boy» fue el primer sencillo del grupo, extraído de su álbum debut Living in the Background, en el que figura como primera pista. Sin embargo, fue el único éxito que lograron, a nivel internacional. En Estados Unidos y el Reino Unido son considerados un one-hit wonder (maravilla de un éxito).
En Estados Unidos fue nuevamente bastante popular por el uso que se hizo del tema en los años noventa, a raíz de un comercial televisivo patrocinado por Listerine. La canción fue regrabada y remasterizada por Baltimora en 1993, en una nueva versión para la banda sonora de la película Teenage Mutant Ninja Turtles III y Beverly Hills Ninja con Chris Farley. Ha sido versionada por varios artistas a lo largo de los años.

## Concepto musical
El estribillo utiliza el grito de Tarzán como una línea melódica, y tiene una composición bastante básica y ligera. En general, es muy rítmica y bailable, con una base electrónica y simples letras en inglés.
Habla de un hombre solitario que está en medio de una jungla desconocida y disfruta de su libertad, a similitud de Tarzán. En parte de la letra invita a los demás a unirse a su aventura. Esta ambigüedad conceptual y sumada a la homosexualidad de su intérprete, hizo pensar a muchos en que es una declaración de su orientación sexual, a pesar de que la canción no fue compuesta por él.
Debido a la gran cantidad de versiones que circularon y que hizo la propia banda, su duración es sumamente variable, siendo la original de 3:48 en el disco sencillo de 7" (45 RPM), hasta un máximo en la llamada "Tarzan Boy (summer version)" de 6:40 en un disco de 12".

## Vídeo musical
La canción vino acompañada de un sencillo y colorido videoclip que usaba una estética cercana al cómic, y con McShane vestido con un atuendo y maquillaje extravagantes.

## Éxito comercial
“Tarzan Boy" fue lanzado en el verano de 1985, y fue un gran éxito, debutando en el top 5 de las listas italianas y logró un buen rendimiento en muchos otros países europeos, como Dinamarca, Alemania y los Países Bajos.
Encontró su gran éxito en Francia, donde encabezó las listas durante cinco semanas consecutivas. En el Reino Unido, alcanzó el número tres en agosto de 1985. El sencillo tuvo un éxito similar en los Estados Unidos (donde fue lanzado por EMI), con una larga estadía en el Billboard Hot 100 durante seis meses y en última instancia, alcanzando el número 13 en la primavera de 1986.
Baltimora la interpretó en el programa de televisión estadounidense “Solid Gold” , lo que ayudó aún más a su éxito en ese país..

## Posicionamiento en listas y certificaciones
| Listas (1985–1986)                        | Máxima posición |
| ----------------------------------------- | --------------- |
| Alemania (Offizielle Deutsche Charts)     | 3               |
| Australia (Kent Music Report)             | 16              |
| Austria (Ö3 Austria Top 40)               | 2               |
| Bélgica (Flandes) (Ultratop 50)           | 1               |
| Canadá (RPM Top Singles)                  | 5               |
| Dinamarca (IFPI)                          | 1               |
| España (AFYVE)                            | 1               |
| Estados Unidos (Billboard Hot 100)        | 13              |
| Estados Unidos (Dance Club Songs)         | 6               |
| Estados Unidos (Dance Singles Sales')     | 12              |
| Estados Unidos (Cash Box Top 100 Singles) | 18              |
| Europa (European Top 100 Singles)         | 1               |
| Finlandia (Suomen virallinen lista)       | 1               |
| Francia (SNEP)                            | 1               |
| Irlanda (IRMA)                            | 2               |
| Italia (Musica e dischi)                  | 5               |
| Nueva Zelanda (Recorded Music NZ)         | 34              |
| Noruega (VG-lista)                        | 4               |
| Países Bajos (Dutch Top 40)               | 1               |
| Países Bajos (Mega Single Top 100)        | 1               |
| Polonia (LP3)                             | 29              |
| Portugal (AFP)                            | 1               |
| Reino Unido (UK Singles Chart)            | 3               |
| Sudáfrica (Springbok Radio)               | 3               |
| Suecia (Sverigetopplistan)                | 2               |
| Suiza (Schweizer Hitparade)               | 4               |
| Lista (1993)                              | Máxima posición |
| Estados Unidos (Billboard Hot 100)        | 51              |

| Lista (1985)                          | Posición |
| ------------------------------------- | -------- |
| Alemania (Offizielle Deutsche Charts) | 9        |
| Austria (Ö3 Austria Top 40)           | 18       |
| Bélgica (Ultratop 50 Flanders)        | 4        |
| Canadá (RPM Top Singles)              | 53       |
| Europa (European Top 100 Singles)     | 3        |
| Francia (IFOP)                        | 10       |
| Países Bajos (Dutch Top 40)           | 17       |
| Países Bajos (Single Top 100)         | 21       |
| Suiza (Schweizer Hitparade)           | 2        |
| Reino Unido (Gallup)                  | 44       |
| Lista (1986)                          | Posición |
| Estados Unidos (Billboard Hot 100)    | 73       |
| Estados Unidos (Dance Club Songs)     | 50       |
| Lista (1985–1989)                     | Posición |
| Europa (European Hot 100 Singles)     | 98       |

| País        | Certificación | Fecha                   | Ventas  |
| ----------- | ------------- | ----------------------- | ------- |
| Canadá      | Oro           | 22 de enero de 1986     | 50 000  |
| España      | Oro           | 1986                    | 25 000  |
| Francia     | Oro           | 1985                    | 500.000 |
| Reino Unido | Plata         | 1 de septiembre de 1985 | 250 000 |

## Personal
- Jimmy McShane - voz principal y coros
- Maurizio Bassi - sintetizadores, caja de ritmos y coros
- Giorgio Cocilovo - guitarra principal
- Claudio Bazzari – guitarra rítmica
- Pier Michelatti - sintetizador
- Gabriele Melotti - batería electrónica
- Silver Pozzoli - coros

### Créditos
| Versión original - Mezclado por Jurgen Coppers - Grabado por Paolo Mescoli - Compuesta por Maurizio Bassi y Naimy Hackett - Producción por Maurizio Bassi - Grabada en el estudio Il Cortile, Milán - Mezclado en el Paradise Studios, Mónaco - Arte de la cubierta por EMI Creative Services - Ilustración por Michele Bernardi | Versión 1993 - Mezclada por Daniel Abraham - Producción y arreglos por Maurizio Bassi |

## En la cultura popular
«Tarzan Boy» es más conocida en los Estados Unidos por el uso de su estribillo a principios de 1990, en los anuncios de Listerine Menta Fresca.
El sencillo fue regrabado en los años 90 por dos películas: Teenage Mutant Ninja Turtles III y Beverly Hills Ninja.
La canción aparece en la historia de un episodio de la serie de la BBC sobre nuevos trucos para detectives titulado A Face for Radio. (Un rostro para la radio).
«Tarzan Boy» es de vez en cuando tocado en el programa de radio del locutor estadounidense Rush Limbaugh como música de ambiente. La banda electrónica Argentina Beat Cairo, bajo el sello Libervox Records, realizó una versión de la canción «Tarzan Boy» en 2019. siendo un éxito en sus presentaciones en vivo.
Cuando actuaba en el circuito independiente, el luchador estadounidense Jungle Boy utilizó «Tarzan Boy» como música de entrada. Debido a problemas de derechos, ya no pudo usar la canción cuando se unió a All Elite Wrestling. En enero de 2021, el propietario de AEW, Tony Khan, compró los derechos de la canción, lo que le permitió a Jungle Boy usarla una vez más como su música de entrada.